# Bulletproof (chanson de La Roux)
Pour les articles homonymes, voir Bulletproof.
Singles de La Roux
In for the Kill
(2009) I'm Not Your Toy
(2009)
Bulletproof est le troisième single du duo britannique La Roux, tiré de leur premier album La Roux.
La chanson a été utilisée dans l'épisode 5, Seule à seule, de la saison 4 de la série télévisée Ugly Betty.
Elle a aussi été chantée dans l'épisode 6 "Tenacity" de The Glee Project par les candidats, pour l'annonce du thème de la semaine.

## Dans la culture populaire

### Reprises et utilisations
- En 2010, le groupe australien de pop classique Aston a enregistré une reprise de Bulletproof pour le premier album éponyme.
- Le groupe américain de crunkcore Family Force 5 a repris le titre pour leur compilation Punk Goes Pop 3, publiée le 2 novembre 2010.
- La chanson a également été reprise par Kidz Bop 19.
- Une version plus hi-NRG / eurodance a été enregistrée par Belle Lawrence. Un extrait peut-être entendu sur le site officiel d’Almighty Records.
- Melody Thornton et Bobby Newberry ont interprété une version alternative du morceau pour la mixtape de Thornton, P.O.Y.B.L.
- Natalia Kills a interprété une version acoustique sur Radio Hamburg en Allemagne, à la fin du mois de janvier 2011.
- La chanson a lourdement été utilisée par la chanteuse sud-coréenne NS Yoon Ji, pour son single Don't Go Back, sorti en mai 2010.
- Le remix de Bulletproof par le DJ/Performer Tiborg a participé à la popularisation de la chanson et a été largement diffusé en radio et en club. Il figure sur la piste 15 de la réédition de l'album La Roux

## Classement du titre
| Pays                               | Meilleure Position |
| ---------------------------------- | ------------------ |
| Australie                          | 5                  |
| Autriche                           | 3                  |
| Belgique Flandres                  | 5                  |
| Belgique Wallonie                  | 20                 |
| Canada                             | 10                 |
| Danemark                           | 25                 |
| Suède                              | 47                 |
| Norvège                            | 18                 |
| Pays-Bas                           | 20                 |
| Europe                             | 6                  |
| Allemagne                          | 24                 |
| Irlande                            | 5                  |
| Japon                              | 100                |
| Nouvelle-Zélande                   | 7                  |
| Turquie                            | 8                  |
| Royaume-Uni                        | 1                  |
| U.S. Billboard Hot Dance Club Play | 2                  |